# كليمنس فون مترنيش
الأمير كليمنس فينزل مترنيش (بالألمانية: Klemens Wenzel Nepomuk Lothar von Metternich) (15 مايو 1773 - 11 يونيو 1859) سياسي ورجل دولة نمساوي ومن أهم شخصيات القرن التاسع عشر. ينسب إليه وضع قواعد العمل السياسي التي سارت عليها القوى الكبرى في أوروبا طوال الأربعين عاما التي أعقبت هزيمة نابليون بونابرت. شكّلت مبادئ مترنيش، والتي تبلورت خلال مفاوضات مؤتمر فيينا، مجرى الأحداث السياسية الأوروبية الأساسية. يعتبر البعض مترنيش خير من طبق مبادئ الميكيافيللية السياسية بصورتها الكلاسيكية.
الواقع أن مترنيش كان الدعامة الرئيسية للنظام السياسي في أوروبا القرن التاسع عشر والقائم على مبدأ رفض التغيير والمحافظة على توازنات القوى في أوروبا. وعلى الرغم من رسوخ صورة تقليدية لمترنيش في ذاكرة أجيال عدة باعتباره سياسيا رجعيا قد قاوم بشدة مبدأ حق الشعب في الحكم ومبدأ الثورة على النظام القائم، هناك رأى آخر يقول أنه كان رافضا لتلك المبادئ الثورية لتيقنه من أنه لو تراخى في مواجهة الثورات الشعبية لأدى ذلك لتقوية المشاعر الوطنية للقوميات العديدة في أوروبا مما يؤدي في النهاية لتفكك الإمبراطوريات القديمة وشيوع الفوضى والحرب في أنحاء أوروبا.

## السنوات الأولى
ولد مترنيش بمدينة كوبلنتس بوسط غرب ألمانيا في 15 مايو 1773. أبوه هو فرانز جورج كارل والملقب بالكونت فون مترنيش والذي كان يعمل دبلوماسيا في خدمة البلاط النمساوي. أما الأم فكانت الكونتيسة ماريا بياتريس ألويسيا. عند ولادة مترنيش وخلال سنوات عمره الأولى عمل والده سفيرا للبلاط النمساوي لدى إحدى الإمارات الألمانية الواقعة على نهر الراين حيث تأثر مترنيش الصغير بالأفكار السائدة خلال تلك الفترة بين الأرستقراطيات الألمانية الواقعة تحت النفوذ الفرنسي والتي تمحورت حول ضرورة المحافظة على النظام الأوروبي القديم أو ما عرف بالحكم الأترافي.
في عام 1787 بدأ مترنيش الدراسة بجامعة ستراسبورغ الفرنسية، إلا أن اندلاع الثورة الفرنسية عام 1789 إضطره لقطع الدراسة ومغادرة فرنسا. وفي عام 1792 عمل مترنيش بحكومة الأراضي المنخفضة النمساوية (بلجيكا حاليا) التي كانت تابعة لآل هابسبورغ في ذلك الوقت. بعد أن قضى عامين بإنجلترا انتقل إلى فيينا وفي 27 سبتمبر 1795 تزوج من الكونتيسة إليانور فون كونيتز والتي كانت حفيدة لمستشار سابق للإمبراطورية النمساوية. فتح هذا الزواج أبواب النخب الأرستقراطية بفيينا أمام مترنيش الذي عين سفيرا للبلاط النمساوي بدوقية ساكسونيا العليا حيث وطد هناك علاقاته بالعديد من الأسر الأرستقراطية الألمانية والروسية البولندية. وفي نوفمبر 1803 تم تعيينه سفيرا لدى برلين وهناك أيضا وطد علاقاته بالسفير الفرنسي لدرجة أن نابليون بونابرت طلب أن ينتقل مترنيش إلى باريس وفعلا انتقل إليها كسفيرا للنمسا في أغسطس 1806. خلال إقامته في باريس تشعبت علاقات مترنيش بالحكومة والمجتمع الفرنسي عموما وبدأ نفوذه على مجريات السياسة الأوروبية في الظهور. إلا أنه وعند اندلاع الحرب بين النمسا وفرنسا في عام 1809 قبض على مترنيش وأودع السجن انتقاما من النمسا التي كانت قد قبضت على إثنين من موظفي البلاط الفرنسي بهنجاريا. بقى مترنيش سجينا في فرنسا حتى سقطت فيينا بيد نابليون الذي أمر بترحيله إلى فيينا حيث إستبدله بالأسيرين الفرنسيين. في نفس السنة عين الإمبراطور مترنيش وزيرا للخارجية في الثامن من أكتوبر عام 1809 إلا أنه لم يحضر المفاوضات التي جرت بين فرنسا والنمسا بعد هزيمة النمسا في الحرب والتي فرضت فيها فرنسا عقوبات قاسية على النمسا حسب ما جاء في إتفاقية شونبرون والتي وقعت بفيينا في 14 أكتوبر 1809.

## مترنيش وزيرا للخارجية
عمل مترنيش وزيرا لخارجية الإمبراطورية النمساوية في الفترة من عام 1809 وحتى العام 1848. وعلى مدى الأربعين عاما التي قضاها في هذا المنصب كان مدركا تماما للمخاطر التي واجهتها النمسا خصوصا بعد أن تغير وضعها وفقدت مركزها كقوة أوروبية عظمى في أعقاب الهزيمة من نابليون وتوقيع إتفاقية شونبرون. توصل مترنيش إلى قناعة مفاداها أن أمن الإمبراطورية النمساوية (أو بالأحرى ما تبقى منها) يعتمد بالدرجة الأولى على منع حدوث تقارب بين روسيا وفرنسا. وعلى الرغم من تعامله مع الدولتين كعدوتين محتملتين للنمسا إلا أنه كان معجبا بفرنسا بصورة خاصة، لذلك فقد رحب بطلب نابليون ليد الأرشيدوقة ماري لويز ابنة الإمبراطور فرانز الأول وسافر معها في موكب الزفاف الإمبراطوري إلى باريس في 13 مارس 1810. وعلى الرغم من أن المكاسب التي تحققت للنمسا من وراء هذا الزواج كانت متواضعة إلا أن مترنيش حقق مكسبا مهما من نابليون الذي سمح للنمسا بحرية الحركة سياسيا على الساحة الأوروبية. عاد مترنيش بعد ذلك إلى فيينا في الوقت المناسب لكي يحول دون عقد تحالف بين النمسا وروسيا كان أنصار روسيا في البلاط النمساوي يعملون على إقناع الإمبراطور به. كان مترنيش مؤمنا أنه إذا ما حافظ على مسافة متساويه من كلٍ من روسيا وفرنسا فإن ذلك سوف يمنحه قدرا كافيا من حرية الحركة والمناورة للحفاظ على المصالح النمسوية.
مع تصاعد العداء بين فرنسا وروسيا خلال الشهور التي سبقت غزو نابليون لروسيا في 1812، باتت سياسة مترنيش المعتمده على المحافظة على نوعٍ من الحياد بالنسبة للقوتين المتصارعتين شبه مستحيله إلا أنه ومع ذلك حاول الاستمرار في نفس السياسة حتى وقت اندلاع الحرب. فعلى الرغم من عقده لاتفاق تحالف مع نابليون وعده فيه بالمساعدة في 14 مارس 1812، فإنه سرعان ما أرسل تطمينات سرية لروسيا بأن القوات الإمبراطورية النمساوية ستبقى محايده خلال الحرب وستدافع فقط عن أراضي الإمبراطورية. لمّح مترنيش لروسيا أيضا بإمكانية عقد تحالف معها في المستقبل.
بعد ما أصبحت هزيمة نابليون مؤكدة إثر النتائج الكارثية لحملته على روسيا، تشجع مترنيش وأعلن نقض اتفاقه مع فرنسا والتزام النمسا بالحياد الذي كان يأمل من وراءه أن يؤهل النمسا للعب دور الحكم بين فرنسا وروسيا عقب انتهاء القتال. أثارت هذه السياسات غضب نابليون الذي أنهى لقاء له مع مترنيش في يونيو 1812 قائلا «سوف نتقابل في فيينا». كان هذا بمثابة إعلان للحرب على النمسا التي باتت، مثل روسيا، عدوا لفرنسا. بعدها سارع مترنيش في الانضمام إلى ما عرف بالتحالف السادس والذي ضمَّ كلًا من بريطانيا وروسيا والسويد وبروسيا والبرتغال بالإضافة إلى النمسا وتمكن هذا التحالف في النهاية من هزيمة نابليون وإنهاء حقبة الحروب النابليونية. خلال السنوات التي أعقبت الحرب تركزت جهود مترنيش حول المحافظة على توازن القوى في أوروبا بحيث لا يميل إلى مصلحة أي من دول التحالف خصوصا روسيا وبروسيا. ترسخ هذا المبدأ كركيزة أساسية للنظام السياسي الأوروبي طوال القرن التاسع عشر .

## مؤتمر فيينا

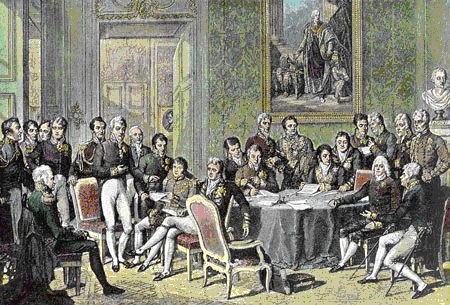
مؤتمر فيينا للفنان جان بابتيست إزابى, 1819.

لمع اسم مترنيش، الذي كان لايزال شابا، في الفترة التي أعقبت هزيمة نابليون. في أكتوبر من العام 1813 أنعم عليه بلقب أمير ثم تبعه لقب كونت. عند توقيعه لمعاهدة باريس في 1814 أتبع مترنيش توقيعه بلقب «وزير خارجية النمسا». عاد بعد ذلك لفيينا ليشرف على التحضير لمؤتمر فيينا الذي بدأ انعقاده في أكتوبر 1814 واستمر منعقدا لمدة عام.
كان الهدف المعلن للمؤتمر هو التوصل إلى اتفاق للسلام مع فرنسا وما يتبعه من إحلال السلام في أوروبا لكن كان الهدف الحقيقي للاجتماع هو إعادة رسم الخريطة السياسية لأوروبا لإرجاعها للوضع القائم قبيل اندلاع الثورة الفرنسية بما يضمن إرضاء قوى التحالف المقدس المنتصره في الحرب وبما يضمن كذلك حماية تلك الإمبراطوريات والممالك من انتشار أفكار الحرية والديمقراطية التي روجت لها الثورة الفرنسية.
كان المؤتمر فرصة فريدة للأمير مترنيش لكي يؤثر أكبر تأثير على مجريات السياسة الأوروبية بما يؤمن مصالح النمسا، وقد أحسن هو استغلال تلك الفرصة. وبفضل تميزه في الخطابة وكذلك أسلوبه المنمق وذكائه الشديد في معالجة كافة المشاكل المطروحة على المؤتمرين، حاز مترنيش على إعجاب جميع الحاضرين بما في ذلك ممثل فرنسا تاليراند. نجح المؤتمر في تحقيق أهدافه أو بالأحرى أهداف مترنيش الذي تمكن من التوصل لتسويات للمشاكل المتعلقة بكل من بروسيا وبولندا وإيطاليا والأراضي المنخفضة النمساوية (بلجيكا الحالية) وهولندا. إلا أن أعظم أهدافه التي تحققت كان نجاحه في تحقيق توازن دقيق بين القوى الأوروبية الرئيسية روسيا وبروسيا وبريطانيا وفرنسا والنمسا. خرج مترنيش من المؤتمر مقتنعا بأنه وقد وضع أساسا راسخا لقيام سلام دائم في أوروبا.

## عهد مترنيش
تربع مترنيش على قمة السياسة الأوروبية طوال الثلاثين عاما التي تلت انعقاد مؤتمر فيينا حتى أن المؤرخين قد أطلقوا على الفترة من 1815 وحتى 1848 اسم «عهد مترنيش» والذي قضى هذه الفترة منهمكا في تدعيم النظام القائم الذي كان هو المصمم الرئيس لدعائمه. كان الهدف الأساسي لسياساته هو استغلال النظام المتفق عليه في مؤتمر فيينا والذي اقتضى تعاون الدول الموقعة عليه في مواجهة أي ثورات قد تقوم بإحدى دول الاتفاق. نجح نظام مترنيش في قمع العديد من الثورات التي اندلعت بألمانيا وإيطاليا وهولندا والمجر والإمبراطورية النمساوية خلال العشرينيات والثلاثينات من القرن التاسع عشر. مثلت تلك الفترة قمة عصر الاستبداد وقمع الحريات في عهد مترنيش. على الرغم من ذلك حاول مترنيش أن يقترح بعض الإصلاحات داخل الإمبراطورية النمساوية بما في ذلك إنشاء برلمان تكون كل عرقيات الإمبراطورية ممثلة فيه. قوبلت هذه الأفكار بالرفض من جانب الإمبراطور فرانز الثاني الذي يراه بعض المؤرخين الراعي الحقيقي للسياسات الرجعية التي اتبعتها الإمبراطورية النمساوية في تلك الفترة والتي ساهمت إلى حدٍّ كبير في قيام ثورات 1848.

## نهاية عهد مترنيش
أدى اندلاع ثورات 1848 في كل أنحاء أوروبا تقريبا إلى العديد من التغيرات في الملكيات القديمة والتي وإن احتفظت بعروشها إضطرت إلى تقديم تنازلات لشعوبها لتحجيم خطر الثورة. وفي فيينا احتشد آلاف المتظاهرين أمام مقر الحكومة الإمبراطورية مطالبين بعزل الإمبراطور وعزل المستشار مترنيش. وفعلاً تنازل الإمبراطور فرديناند الأول عن عرشه واضطر مترنيش عندها إلى الهرب من فيينا متخفيا حرصا على سلامته. وفي 13 مارس 1848 أعلن الإمبراطور الجديد فرانز جوزيف قبول استقالة المستشار مترنيش الذي اختار بريطانيا كمنفى إختياري له وانتقل إليها مع عائلته حيث عاش بين بريستول ولندن معتزلا الحياة السياسية حتى أكتوبر 1849. انتقل بعد ذلك إلى بلجيكا وعاش بها حتى خريف عام 1851 حين عاد في سبتمبر إلى فيينا بعد غياب دام أكثر من ثلاث سنوات. ظلَّ مترنيش بفيينا حتى وفاته يوم 11 يونيو عام 1859.

## روابط خارجية
- كليمنس فون مترنيش على موقع الموسوعة البريطانية (الإنجليزية)
- كليمنس فون مترنيش على موقع إن إن دي بي (الإنجليزية)